# سادات تبازالوا
سادات تبازالوا (بالإنجليزية: Sadat Tebazaalwa) (مواليد 23 أكتوبر 1985) هو ملاكم أوغندي، مثّل بلاده في الألعاب الأولمبية الصيفية 2004.

## روابط خارجية
سادات تبازالوا على موقع أوليمبيديا (الإنجليزية)